# Mladen Koščak
Mladen Koščak (Zagreb, 16 de outubro de 1936 - 3 de agosto de 1997) foi um futebolista iugoslavo, medalhista olímpico. 

## Carreira
Mladen Koščak fez parte do elenco medalha de prata, nos Jogos Olímpicos de 1956.

## Ligações Externas
- Perfil em Fifa.com